# Three of a Perfect Pair
Three of a Perfect Pair este un album al trupei King Crimson, lansat în 1984. Albumul este o combinație între sunetele experimentale de pe albumul "Roșu", Discipline și accesibilitatea de pe albumul "Albastru", Beat. Dacă Robert Fripp și Adrian Belew au controlat mai mult sonoritatea precedentelor două albume, acesta a fost numit "albumul Tony Levin" sau simplu "Galben". Three of a Perfect Pair a fost destul de clar împărțit în două părți: partea stângă și partea dreaptă, o a treia parte fiind adăugată în 2001 pe ediția remasterizată a albumului. Titlul albumului cât și conceptul său este bazat pe faptul cum că ar fi "trei părți pentru fiecare poveste", reprezentate de "El, Ea și Ei".

## Tracklist
1. "Three of a Perfect Pair" (4:13)
2. "Model Man" (3:49)
3. "Sleepless" (5:24)
4. "Man with an Open Heart" (3:05)
5. "Nuages (That Which Passes, Passes Like Clouds)" (4:47)
6. "Industry" (7:04)
7. "Dig Me" (3:16)
8. "No Warning" (3:29)
9. "Lark's Tongues in Aspic (Part III)" (6:05)

- Toate cântecele au fost scrise de Adrian Belew, Bill Bruford, Robert Fripp și Tony Levin.

## Single-uri
- "Three of a Perfect Pair" (1984)
- "Sleepless" (1984)

## Componență
- Adrian Belew - voce, chitară
- Robert Fripp - chitară
- Tony Levin - bas, stick, sintetizator, voce
- Bill Bruford - baterie (acustice și electrice)